# Busverkehr Imfeld
Busverkehr Imfeld (Frank Imfeld – Busverkehr Imfeld e. Kfm.) ist ein deutsches Unternehmen aus Landstuhl, welches Omnibusverkehr in der West- und Vorderpfalz anbietet.

## Geschichte
Das Unternehmen wurde 1946 durch Friedolin und Ludwig Imfeld, Großvater und Vater des heutigen Inhabers Frank Imfeld, in Mackenbach gegründet. Mit einem aus Einzelteilen selbst zusammengebauten Bus wurden zunächst Bergleute aus der Region in die Gruben des Saarreviers transportiert. Anfang der 1950er Jahre stieg das Unternehmen zudem in den Reiseverkehr ein.
1975 folgte der Umzug in einen neuen, 20.000 Quadratmeter großen Betriebshof in Landstuhl. Seit 1991 befindet sich das Unternehmen im Besitz von Frank Imfeld.
Im Jahr 2012 gewann Imfeld zwei der drei Lose der Ausschreibung für das Linienbündel Neustadt des VRN und bedient seitdem Linien im Raum Neustadt/Weinstraße. Weitere Linien werden im Auftrag anderer Busunternehmen, u. a. Saar-Pfalz-Bus und Busverkehr Rhein-Neckar, bedient.
Imfeld setzt heute rund 100 Busse ein. Neben dem Betriebshof in Landstuhl gibt es eine weitere Betriebsstätte in Neustadt/Weinstraße.

## Linien
Von Imfeld werden folgende ÖPNV-Linien (im Verkehrsverbund Rhein-Neckar) betrieben:
- 502: Neustadt Hbf.–Neustadt Hambacher Schloss
- 511: Neustadt Hbf.–Neustadt-Haardt
- 512: Neustadt-Haardt–Forst
- 514: Neustadt Hbf.–Neustadt-Mußbach
- 515: Neustadt Afrikaviertel–Heidenbrunnertal
- 517: Neustadt Hbf.–Johanniskreuz